# Takuto Hayashi
Takuto Hayashi (林 卓人?, Hayashi Takuto; Osaka, 9 agosto 1982) è un allenatore di calcio ed ex calciatore giapponese, di ruolo portiere, preparatore dei portieri del Sanfrecce Hiroshima.

## Statistiche

### Presenze e reti nei club
Statistiche aggiornate al 3 dicembre 2023.
| Stagione                   | Squadra                    | Campionato                 | Campionato | Campionato | Coppe nazionali | Coppe nazionali | Coppe nazionali | Coppe continentali | Coppe continentali | Coppe continentali | Altre coppe | Altre coppe | Altre coppe | Totale | Totale |
| Stagione                   | Squadra                    | Comp                       | Pres       | Reti       | Comp            | Pres            | Reti            | Comp               | Pres               | Reti               | Comp        | Pres        | Reti        | Pres   | Reti   |
| -------------------------- | -------------------------- | -------------------------- | ---------- | ---------- | --------------- | --------------- | --------------- | ------------------ | ------------------ | ------------------ | ----------- | ----------- | ----------- | ------ | ------ |
| 2001                       | Sanfrecce Hiroshima        | J1                         | 0          | 0          | CG+CdL          | 0               | 0               | -                  | -                  | -                  |             | -           | -           | 0      | 0      |
| 2002                       | Sanfrecce Hiroshima        | J1                         | 1          | -2         | CG+CdL          | 1+0             | -1+0            | -                  | -                  | -                  |             | -           | -           | 2      | -3     |
| 2003                       | Sanfrecce Hiroshima        | J2                         | 1          | -1         | CG              | 0               | 0               | -                  | -                  | -                  |             | -           | -           | 1      | -1     |
| 2004                       | Sanfrecce Hiroshima        | J1                         | 0          | 0          | CG+CdL          | 0+1             | 0 + -2          | -                  | -                  | -                  |             | -           | -           | 1      | -2     |
| 2005                       | Consadole Sapporo          | J2                         | 33         | -43        | CG              | 1               | -2              | -                  | -                  | -                  | -           | -           | -           | 34     | -45    |
| 2006                       | Consadole Sapporo          | J2                         | 38         | -48        | CG              | 1               | -1              | -                  | -                  | -                  | -           | -           | -           | 39     | -49    |
| Totale Consadole Sapporo   | Totale Consadole Sapporo   | Totale Consadole Sapporo   | 71         | -91        |                 | 2               | -3              |                    | -                  | -                  |             | -           | -           | 73     | -94    |
| 2007                       | Vegalta Sendai             | J2                         | 19         | -15        | CG              | 0               | 0               | -                  | -                  | -                  | -           | -           | -           | 19     | -15    |
| 2008                       | Vegalta Sendai             | J2                         | 41+2       | -47 + -3   | CG              | 1               | -2              | -                  | -                  | -                  | -           | -           | -           | 44     | -52    |
| 2009                       | Vegalta Sendai             | J2                         | 51         | -39        | CG              | 4               | -4              | -                  | -                  | -                  | -           | -           | -           | 55     | -43    |
| 2010                       | Vegalta Sendai             | J1                         | 34         | -46        | CG+CdL          | 0+6             | 0 + -2          | -                  | -                  | -                  | -           | -           | -           | 40     | -48    |
| 2011                       | Vegalta Sendai             | J1                         | 34         | -25        | CG+CdL          | 2+4             | -2 + -4         | -                  | -                  | -                  | -           | -           | -           | 40     | -31    |
| 2012                       | Vegalta Sendai             | J1                         | 34         | -43        | CG+CdL          | 1+7             | 0 + -6          | -                  | -                  | -                  | -           | -           | -           | 42     | -49    |
| 2013                       | Vegalta Sendai             | J1                         | 34         | -38        | CG+CdL          | 3+1             | -3 + -1         | ACL                | 6                  | -6                 | -           | -           | -           | 44     | -48    |
| Totale Vegalta Sendai      | Totale Vegalta Sendai      | Totale Vegalta Sendai      | 249        | -256       |                 | 29              | -24             |                    | 6                  | -6                 |             | -           | -           | 284    | -286   |
| 2014                       | Sanfrecce Hiroshima        | J1                         | 31         | -31        | CG+CdL          | 2+5             | -5 + -7         | ACL                | 8                  | -11                | SG          | 1           | 0           | 47     | -54    |
| 2015                       | Sanfrecce Hiroshima        | J1                         | 34+2       | -30 + -3   | CG+CdL          | 3+2             | -4 + -2         | -                  | -                  | -                  | Cmc         | 4           | -2          | 45     | -41    |
| 2016                       | Sanfrecce Hiroshima        | J1                         | 34         | -40        | CG+CdL          | 2+2             | -1 + -7         | ACL                | 5                  | -7                 | SG          | 1           | -1          | 44     | -56    |
| 2017                       | Sanfrecce Hiroshima        | J1                         | 19         | -29        | CG+CdL          | 1+0             | -1+0            | -                  | -                  | -                  | -           | -           | -           | 20     | -30    |
| 2018                       | Sanfrecce Hiroshima        | J1                         | 34         | -35        | CG+CdL          | 3+1             | -3 + -1         | -                  | -                  | -                  | -           | -           | -           | 38     | -39    |
| 2019                       | Sanfrecce Hiroshima        | J1                         | 4          | -5         | CG+CdL          | 1+2             | -1 + -4         | ACL                | 2                  | -2                 | -           | -           | -           | 9      | -12    |
| 2020                       | Sanfrecce Hiroshima        | J1                         | 19         | -19        | CdL             | 1               | -2              | -                  | -                  | -                  | -           | -           | -           | 20     | -21    |
| 2021                       | Sanfrecce Hiroshima        | J1                         | 11         | -12        | CG+CdL          | 0+6             | 0 + -11         | -                  | -                  | -                  | -           | -           | -           | 17     | -23    |
| 2022                       | Sanfrecce Hiroshima        | J1                         | 5          | -6         | CG+CdL          | 0+2             | 0 + -1          | -                  | -                  | -                  | -           | -           | -           | 7      | -7     |
| 2023                       | Sanfrecce Hiroshima        | J1                         | 1          | 0          | CG+CdL          | 0               | 0               | -                  | -                  | -                  | -           | -           | -           | 1      | 0      |
| Totale Sanfrecce Hiroshima | Totale Sanfrecce Hiroshima | Totale Sanfrecce Hiroshima | 196        | -213       |                 | 35              | -53             |                    | 15                 | -20                |             | 6           | -3          | 252    | -289   |
| Totale carriera            | Totale carriera            | Totale carriera            | 516        | -560       |                 | 66              | -80             |                    | 21                 | -26                |             | 6           | -3          | 609    | -669   |

## Palmarès

### Club

#### Competizioni nazionali
- Supercoppa del Giappone: 2

Sanfrecce Hiroshima: 2014, 2016
- Campionato giapponese: 1

Sanfrecce Hiroshima: 2015
- Coppa J. League: 1

Sanfrecce Hiroshima: 2022

### Nazionale
- Coppa dell'Asia orientale: 1

2013